# KAE Ikaros Kallithea
Il KAE Ikaros Kallitheas è una società cestistica avente sede a Kallithea, in Grecia. Fondata nel 1991 a Nea Smirni, trasferì la propria sede nel 2007 nella vicina Kallithea prima di approdare a Calcide nell'estate del 2013. Nel 2014 ha fatto ritorno a Kallithea. Milita nel massimo campionato greco.
Disputa le partite interne nella Kanithou Indoor Hall, che ha una capienza di 1.600 spettatori.

## Palmarès
- A2 Ethniki: 1

2009-2010